# Ogród Botaniczny w Batumi
Ogród botaniczny w Batumi (gruz. ბათუმის ბოტანიკური ბაღი) – ogród botaniczny w Gruzji, w regionie Adżaria, znajdujący się 9 km na północny wschód od centrum Batumi, w kierunku Kobuleti. Ogród położony jest w miejscu zwanym Zielonym Przylądkiem (Mcwane Koncchi) na urwistym brzegu morza, a na wzgórzach nad nim rosną tysiące egzotycznych gatunków roślin ze wszystkich niemal stref klimatycznych świata.
Dojazd marszrutką #31 z centrum miasta z okolic wschodniego krańca ul. Czawczawadzego.
Utworzenie w tym miejscu ogrodu botanicznego związane jest z rosyjskim botanikiem Andriejem Nikołajewiczem Krasnowem (1862—1914), który chciał tu aklimatyzować cenne subtropikalne okazy dla klimatu południowej części ówczesnego Imperium Rosyjskiego. Pierwsze prace podjęto w latach 80. XIX wieku, a oficjalne otwarcie nastąpiło w 3 listopada 1912. Przy tworzeniu ogrodu botanicznego, Krasnowowi pomagali dwaj znani ogrodnicy, którzy wsławili się też parkowymi założeniami w Batumi: Francuz d’Alphonse i Gruzin Iason Gordeziani. Sam twórca ogrodu po swej śmierci został tu pochowany. Po ustanowieniu władzy radzieckiej postanowieniem Rady Komisarzy Ludowych z 30 czerwca 1925 ogród botaniczny w Batumi został uznany główną instytucją badawczą subtropikalnej roślinności na wybrzeżu Morza Czarnego, ważną dla rozwoju Związku Radzieckiego. W czasach ZSRR był jednym z największych ogrodów botanicznych w państwie, po powiększeniu zajmując powierzchnię ponad 110 ha. W tamtych czasach na jego terenie powstało centrum badawcze kaukaskiej roślinności. W 1997 roku ogród stał się członkiem międzynarodowej unii ogrodów botanicznych Botanic Gardens Conservation International (BGCI).
Ogród botaniczny podzielono na 9 rejonów geograficznych, każdy ze specyficzną dla siebie roślinnością: Zakaukazia, Australii, Nowej Zelandii, Himalajów, Azji Wschodniej, Ameryki Północnej, Ameryki Południowej, Meksyku i basenu Morza Śródziemnego. Oprócz tego znajdują się tu trzy parki: Górny, Dolny i nadmorski imienia Giorgiego Gabrichidze. Rejony geograficzne zajmują łącznie 29,5 ha, parki - 23 ha, departament kwiatów – 33 ha, hodowle – 6 ha, kolekcje działkowe – 10 ha, a cytrusowe – 6,5 ha. Na całą kolekcję składa się obecnie 2037 gatunków roślin drzewiastych (z czego 104 z regionu Kaukazu) oraz wiele gatunków róż. Roczna suma opadów, jaka tu występuje, to 2620 mm.

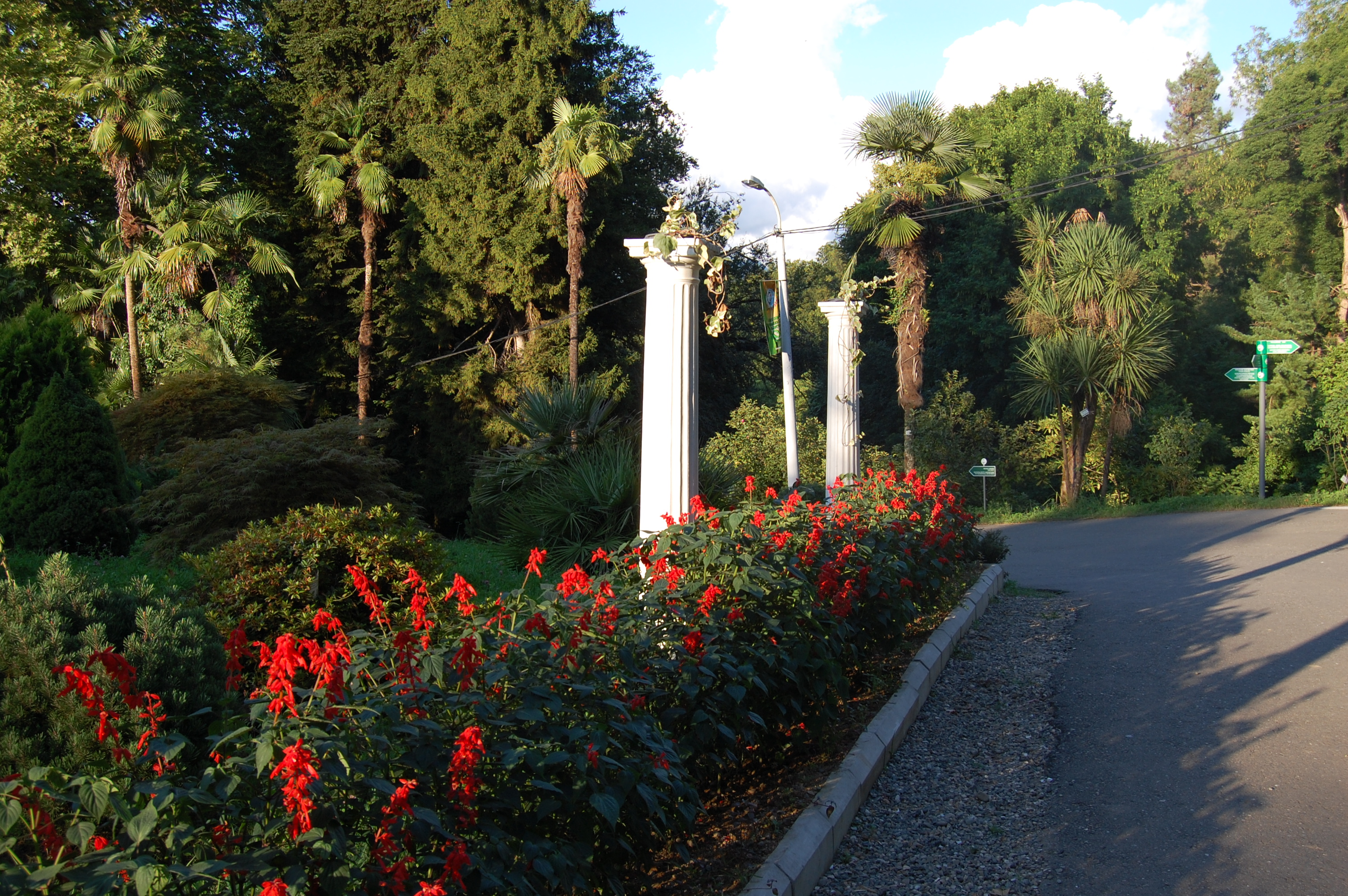
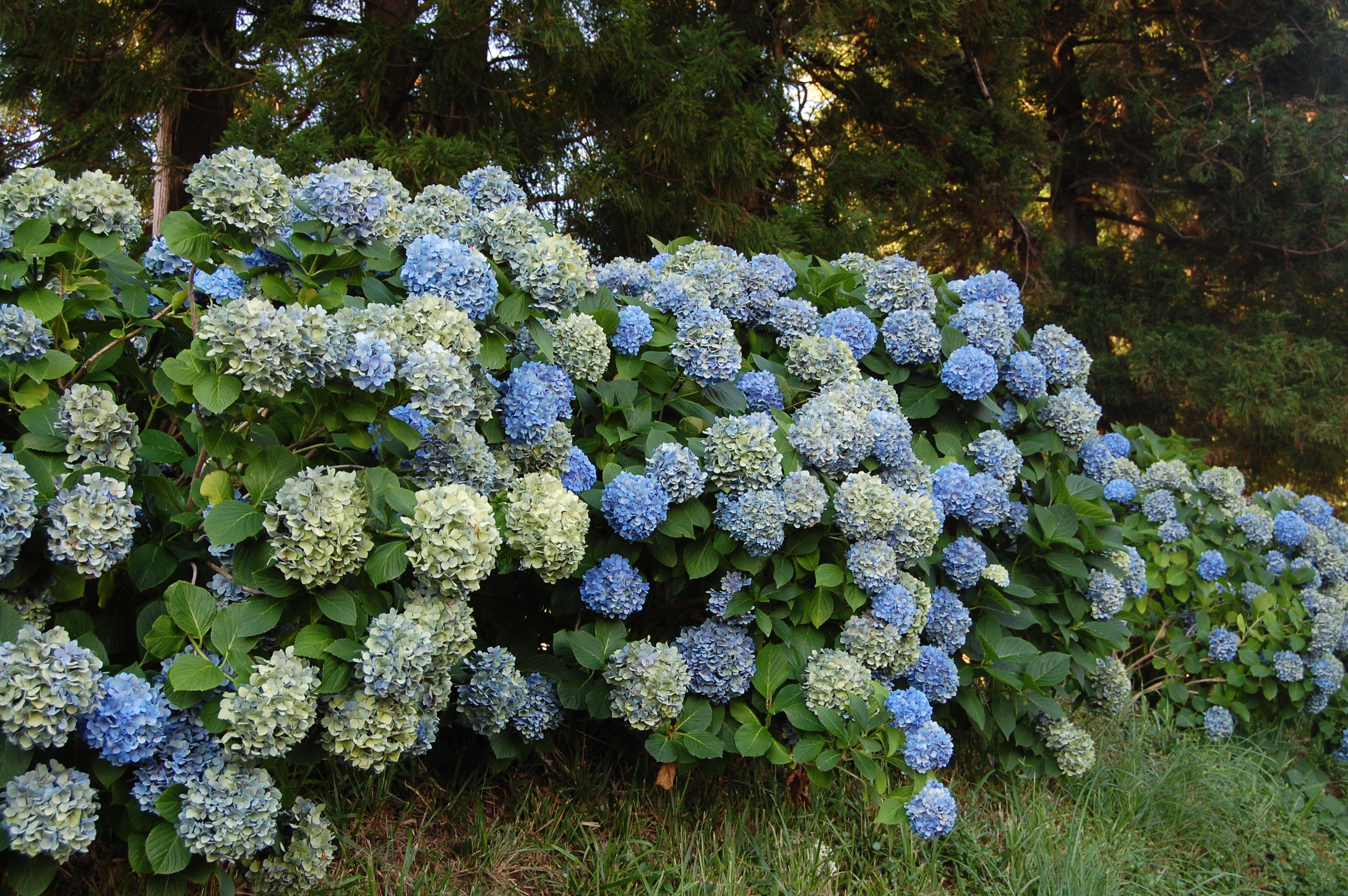
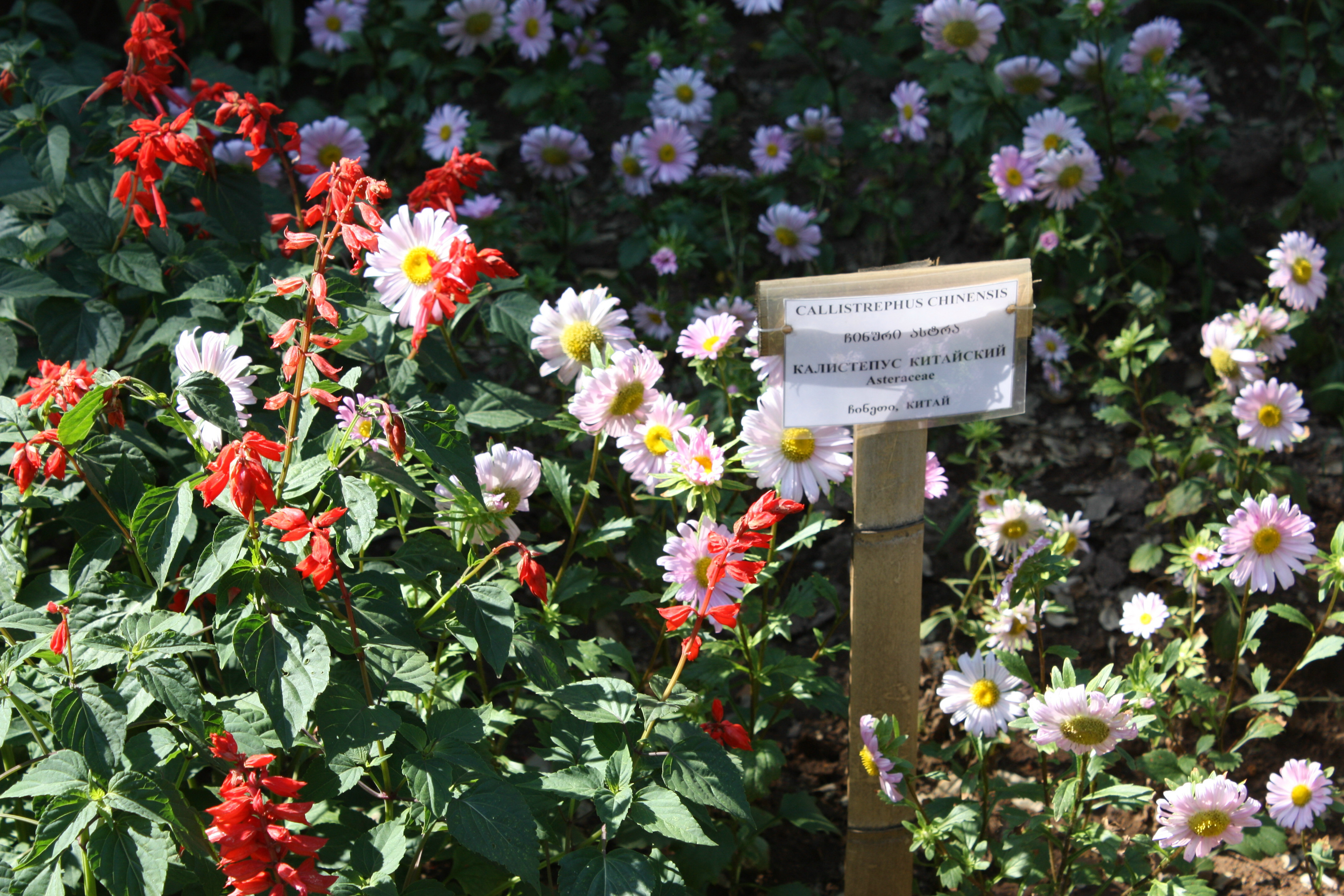
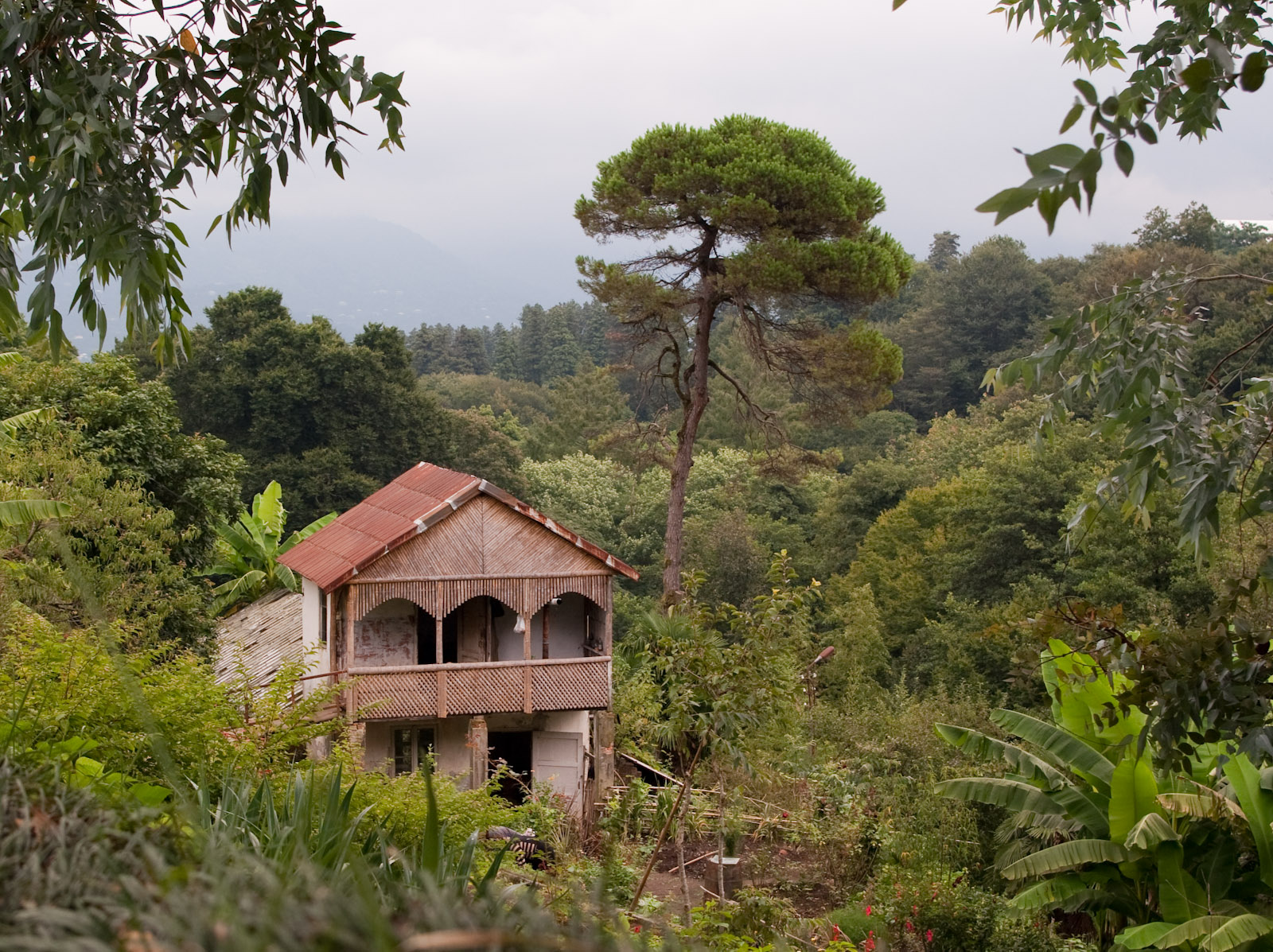